# Demostración (merchandising)
En merchandising, la demostración es una manera de promocionar un producto (objeto) probando su funcionamiento ante los visitantes de un supermercado, hipermercado o feria comercial.
Se considera que las demostraciones constituyen una efectiva técnica de ventas pues se representan de una manera rápida los beneficios del producto y despejan las dudas que alberga el consumidor respecto a su funcionamiento.
Es muy habitual realizar demostraciones de utensilios de cocina tales como cuchillos, peladores de patatas, exprimidores, etc. así como de aparatos eléctricos como electrodomésticos. En las ferias comerciales tanto sectoriales como generalistas, se pueden realizar demostraciones de productos más grandes y complejos dado que se dispone del espacio y del tiempo para ello. Así se hace para maquinaria, vehículos, componentes electrónicos, etc.
Las demostraciones de producto tienen una larga tradición pues los vendedores ambulantes y los feriantes las han utilizado durante siglos para vender los productos que llevaban de ciudad en ciudad.
- Datos: Q4157632
- Multimedia: Product demonstrations / Q4157632